# Sint-Jozefkerk (Mühlhausen)
De Sint-Jozefkerk (Duits: St. Josefkirche) is een rooms-katholieke parochiekerk in Mühlhausen, Thüringen. De kerk werd in de jaren 1903-1905 naar een ontwerp van Arnold Güldenpfennig gebouwd.

## Geschiedenis
Nadat er vanaf 1884 een vereniging werd opgericht met als doel de Jozefkerk te bouwen werd ten slotte op 14 juli 1903 de eerste steen voor de nieuwbouw gelegd. De wijding vond op 15 augustus 1907 door bisschop Wilhelm Schneider plaats, twee jaar na de voltooiing van de kerk.
De Sint-Jozefkerk is een neogotische hallenkerk met een polygonaal sluitend koor en een gelijksoortig transept. De toren heeft een hoogte van 52 meter.
De inrichting van het interieur nam decennia in beslag. De heiligenbeelden werden in het begin van de 20e eeuw gemaakt. De kruisweg werd door Eduard Goldkuhle geschilderd. Vanaf 1934 werd begonnen met het beschilderen van de muren met heiligen.
In 1962 werden bij een renovatie het interieur aanmerkelijk vereenvoudigd. De muurbeschildering en een deel van de heiligenbeelden verdwenen, de neogotische kerkvensters werden door transparant glas vervangen en de zijaltaren werden net als de kansel afgebroken. In 1981 kreeg de kerk een nieuw orgel.
Het huidige interieur is het resultaat van een renovatie uit 2001. De muren en gewelven werden van kleur voorzien en het altaar werd naar voren gehaald. Naar het ontwerp van Maren Magdalena Sorger uit Maagdenburg werden vijf kleurrijke vensters gemaakt in het atelier van Peters Floatglasmalerei uit Paderborn, die een plaats in het koor kregen.